# Recinto acústico reflector de bajos
Un recinto acústico reflector de bajos, conocido en inglés como bass reflex, es un tipo de caja para altavoces para la reproducción de sonido de baja frecuencia, basado en el principio del resonador de Helmholtz.
Es un sistema de construcción de cajas para altavoces que mejora el rendimiento del altavoz en la reproducción de sonido de baja frecuencia (graves).
Hermann von Helmholtz descubrió en 1860 que el aire encerrado en una cavidad provista de una ventana resonaba a una única frecuencia y que esta se hacía más grave si se acoplaba un túnel a la ventana.

La masa de aire contenida en la ventana puede oscilar a lo largo de ella apoyada sobre el volumen de la cavidad, haciendo un efecto de muelle. Posteriormente, el físico británico John William Strutt (Lord Rayleigh), demostró que la columna oscilante de aire es en realidad algo más larga que la longitud del túnel y viene dada por la fórmula:
{\displaystyle Lt=L+1,64\,\!} {\displaystyle {\sqrt {S \over \pi }}\,\!}
Donde
Lt = Longitud total de la columna de aire
L = Longitud del túnel
S = Superficie de la ventana

## Funcionamiento
En un recinto acústico reflector de bajos el excitador del resonador es el altavoz o altavoces de graves, dependiendo de la frecuencia el recinto acústico radia sonido por el altavoz, por la ventana, o por ambos.
A la frecuencia de resonancia del resonador, este radia el sonido con una excitación mínima del altavoz y sin producir distorsión, lo que evita el desplazamiento excesivo de la membrana del altavoz.
Al aumentar la frecuencia por encima de la de resonancia del resonador, la radiación de sonido del altavoz aumenta, disminuyendo la del resonador, comportándose de forma similar a la de una caja hermética (caja infinita).
Cuando la frecuencia baja por debajo de la de resonancia del resonador, la caja tiende a comportarse como si fuera abierta apareciendo la radiación trasera del altavoz por la ventana, lo que anula la radiación delantera por el cortocircuito acústico, aumenta la distorsión y deja el altavoz sin amortiguar, lo que puede provocar daños en el mismo por un excesivo desplazamiento de la membrana.

## Precauciones
Para evitar que la caja reciba frecuencias más bajas que la de resonancia, es importante la utilización de un filtro paso bajo. Puede utilizarse un filtro pasivo, a base de bobinas y condensadores, pero estos tienen muchas pérdidas, introducen distorsiones y es difícil hacerlos con un corte abrupto, que sería lo deseable para no filtrar frecuencias adyacentes, por tanto lo ideal son los filtros activos de 24 dB por octava o más.
Muchos de los filtros electrónicos para multi amplificación (crossover), que se comercializan desde los años 90, traen incorporado este tipo de filtro paso alto, generalmente con la denominación "low cut".
Otro factor a tener en cuenta cuando se calcula una caja reflectora de bajos, es que la resonancia de la caja no puede ser inferior a la resonancia eléctrica del altavoz al aire libre.

## Construcción de una caja reflectora de graves

### Elección del altavoz
Para la elección del altavoz que montaremos en una caja reflectora de graves, debe cumplirse:
{\displaystyle NPS=\eta +10logP\,\!}
Donde:
NPS = Nivel de Presión Sonora máximo en dB que se quiere obtener a 1 m
{\displaystyle \eta } = Rendimiento del altavoz en dB a 1 W y 1 m
P = Potencia máxima de funcionamiento continuado del altavoz en W

Se puede usar más de un altavoz, lo que aumenta el rendimiento del conjunto en 3 dB por cada altavoz añadido, aunque esto empeora la directividad y reduce la frecuencia máxima de funcionamiento.
El desplazamiento máximo de la membrana del altavoz se producirá entre uno y dos tercios de octava por encima de la resonancia de la caja, el desplazamiento sería aproximadamente la mitad del producido a la misma frecuencia en una caja infinita.
La resonancia eléctrica del altavoz al aire libre debe ser inferior a la resonancia de la caja.

### Dimensiones del resonador
La ventana debe tener una superficie S, igual a la superficie emisiva de la membrana del altavoz, o la suma de los altavoces si son más de uno. Esta información la suelen suministrar los fabricantes de altavoces como Sd (Effective Surface Area).
Si la ventana se hace más pequeña y se aumenta la longitud del túnel, se producirán una mayor velocidad del aire y se producirán remolinos que irán cerrando el túnel junto con el mayor rozamiento del aire, lo que hará que la caja tienda a comportarse como una caja infinita, reduciendo por tanto el rendimiento.
El túnel puede plegarse dentro de la caja para obtener la longitud deseada, si es necesario haciendo un laberinto, aunque una forma de L es más adecuada. 
Nótese que debe restarse el volumen ocupado por el túnel del volumen del resonador para los cálculos.
La longitud máxima del túnel puede calcularse con la fórmula:
{\displaystyle L=\,\!} {\displaystyle 1 \over 12\,\!} {\displaystyle c \over f\,\!}

Donde
L = Longitud del túnel en m
c = Velocidad de propagación del sonido en el aire en m/s
f = Frecuencia de resonancia en Hz
El volumen necesario para el resonador se puede calcular con la fórmula:
{\displaystyle V=\,\!} {\displaystyle c^{2}S \over 4\pi ^{2}Ltf^{2}}

Donde
c = Velocidad de propagación del sonido en el aire
S = Superficie de la ventana en {\displaystyle m^{2}}
Lt = Longitud total de la columna de aire en m (úsese la fórmula del principio)
f = Frecuencia de resonancia en Hz

## Cálculo real de una caja reflectora de graves
Altavoz de 18" Beyma 18GT200 (obsoleto), con una superficie emisiva de la membrana de 0,13 {\displaystyle m^{2}}.
Superficie de la ventana utilizada en la caja: 0,13 {\displaystyle m^{2}}
Longitud del túnel = 0,7 m
Volumen del resonador = 0,22 {\displaystyle m^{3}}
Frecuencia del resonador = 39,42 Hz
- Datos: Q810553
- Multimedia: Bass reflex loudspeakers / Q810553